# Leon Reid
Leon Reid (Bath, 26 juli 1994) is een Iers sprinter. Hij nam eenmaal deel aan de Olympische Zomerspelen.

## Biografie
Reid behaalde voor Groot-Brittannië een zilveren medaille op de 100 meter op het Europees Olympisch Jeugdzomerfestival in 2011 in het Turkse Trabzon. Daarnaast liep hij ook naar zilver op het EK voor junioren in 2013 en het EK U23 in 2015. In 2018 liep Reid naar de vierde plaats op de 200 meter tijdens de Gemenebestspelen, maar als gevolg van de diskwalificatie van Zharnel Hughes kreeg Reid toch nog de bronzen medaille toebedeeld. Kort daarna kreeg Reid van de IAAF de toestemming om uit te komen voor Ierland. 
Op 7 april 2021 raakte bekend dat Reid beschuldigd werd van handel in cocaïne. Later dat jaar kwalificeerde hij zich voor de Olympische Zomerspelen van Tokio. Als gevolg van de lopende aanklacht wilde de Olympic Council of Ireland aanvankelijk Reid echter niet opnemen in de Olympische selectie, maar dankzij een beroepsprocedure werd Reid toch opgenomen in de Ierse Olympische selectie.
In een tijd van 20,53 s kon hij zich plaatsen voor de halve finale van de 200 meter. In deze halve finale liep hij in een tijd van 20,54 s naar de zevende plaats waarmee hij zich echter niet kon plaatsen voor de finale.

## Persoonlijke records
Outdoor
| Onderdeel | Prestatie | Datum         | Plaats       |
| --------- | --------- | ------------- | ------------ |
| 100 m     | 10,30 s   | 2 mei 2021    | Worthing     |
| 200 m     | 20,27 s   | 1 juli 2018   | Birmingham   |
| 400 m     | 47,13 s   | 19 april 2017 | Torremolinos |

Indoor
| Onderdeel | Prestatie | Datum            | Plaats     |
| --------- | --------- | ---------------- | ---------- |
| 60 m      | 6,68 s    | 21 februari 2021 | Dublin     |
| 200 m     | 20,96 s   | 20 februari 2021 | Dublin     |
| 400 m     | 48,18 s   | 15 februari 2015 | Birmingham |

## Titels
- Iers kampioen 200 m - 2018, 2019, 2021
- Iers kampioen 100 m - 2018
- Iers indoorkampioen 200 m - 2019

## Belangrijkste resultaten

### 60 m
- 2021: 5e in de reeksen EK indoor - 6,75 s

### 100 m
- 2011:  Europees Olympisch Jeugdzomerfestival - 10,68 s
- 2014: DSQ in de reeksen Gemenebestspelen

### 200 m
- 2013:  EK Junioren - 20,92 s
- 2014: 8e in ½ fin. Gemenebestspelen - 21,03 s
- 2015:  EK U23 - 20,63 s
- 2018:  Gemenebestspelen - 20,55 s
- 2018: 7e EK - 20,37 s
- 2021: 7e in ½ fin. OS - 20,54 s

### 4 x 100 m
- 2011:  Europees Olympisch Jeugdzomerfestival - 41,37 s
- 2013: 5e EK Junioren - 40,09 s

### 4 x 400 m
- 2018: 5e in de reeksen EK - 3.06,55